# 侯臣
侯臣（1404年—？），字仲勳，浙江台州府臨海縣人，民籍。明朝政治人物。進士出身。

## 生平
浙江鄉試第十名。宣德八年（1433年）癸丑科會試第六十六名，殿試登進士第三甲第七名，除刑科給事中，正統間陞廣西參議，仕終河南左布政使。

## 家族
曾祖父侯均安。祖父侯文端。父亲侯伯淵。